# 6e cérémonie des Saturn Awards
La 6e cérémonie des Saturn Awards, récompensant les films sortis avant 1979 et les professionnels s'étant distingués ces années-là, s'est tenue le 24 février 1979.

## Palmarès
Les lauréats sont indiqués ci-dessous en premier de chaque catégorie et en gras.

### Meilleur film fantastique
- Le ciel peut attendre (Heaven Can Wait)
  - Le Seigneur des anneaux (The Lord of the Rings)
  - La Merveilleuse Visite
  - La Folle Escapade (Watership Down)
  - The Wiz (The Wiz)

### Meilleur film d'horreur
- The Wicker Man
  - La Nuit des masques (Halloween)
  - Magic (Magic)
  - La Grande Menace (The Medusa Touch)
  - Piranhas (Piranha)

### Meilleur film de science-fiction
- Superman (Superman)
  - Ces garçons qui venaient du Brésil (The Boys from Brazil)
  - Capricorn One (Capricorn One)
  - Le Chat qui vient de l'espace (The Cat from Outer Space )
  - L'Invasion des profanateurs (Invasion of the Body Snatchers)

### Meilleur acteur
- Warren Beatty pour Le ciel peut attendre
  - Christopher Lee pour The Wicker Man
  - Laurence Olivier pour Ces garçons qui venaient du Brésil
  - Christopher Reeve pour Superman
  - Donald Sutherland pour L'Invasion des profanateurs

### Meilleure actrice
- Margot Kidder pour Superman
  - Geneviève Bujold pour Coma
  - Brooke Adams pour L'Invasion des profanateurs
  - Ann-Margret pour Magic
  - Diana Ross pour The Wiz

### Meilleur acteur dans un second rôle
- Burgess Meredith pour Magic
  - James Mason pour Le ciel peut attendre
  - Leonard Nimoy pour L'Invasion des profanateurs
  - Michael Ansara pour Le Faiseur d'épouvantes
  - Michael Jackson pour The Wiz

### Meilleure actrice dans un second rôle
- Dyan Cannon pour Le ciel peut attendre
  - Uta Hagen pour Ces garçons qui venaient du Brésil
  - Mabel King pour The Wiz
  - Valerie Perrine pour Superman
  - Brenda Vaccaro pour Capricorn One

### Meilleure réalisation
- Philip Kaufman pour L'Invasion des profanateurs
  - Franklin Schaffner pour Ces garçons qui venaient du Brésil
  - Warren Beatty et  Buck Henry pour Le ciel peut attendre
  - Richard Donner pour Superman
  - Robin Hardy pour The Wicker Man

### Meilleur scénario
- Elaine May et Warren Beatty pour Le ciel peut attendre
  - Heywood Gould pour Ces garçons qui venaient du Brésil
  - Alfred Sole, Rosemary Ritvo pour Communion sanglante 
  - Cliff Green pour Pique-nique à Hanging Rock
  - Anthony Shaffer pour The Wicker Man

### Meilleure photographie
- Russell Boyd pour Pique-nique à Hanging Rock

### Meilleurs costumes
- Theoni V. Aldredge pour Les Yeux de Laura Mars
  - Patricia Norris pour Capricorn One
  - Theadora Van Runkle et Richard Bruno pour Le ciel peut attendre
  - Yvonne Blake et Richard Bruno pour Superman
  - Tony Walton pour The Wiz

### Meilleur son
- Art Rochester (en), Mark Berger et Andy Wiskes pour L'Invasion des profanateurs

### Meilleur montage
- Mark Goldblatt et Joe Dante pour Piranhas

### Meilleurs effets spéciaux
- Colin Chilvers pour Superman
  - Henry Miller Jr (Van der Veer Photo Effects) pour Capricorn One
  - Ira Anderson Jr. pour Damien : La Malédiction 2 (Damien: Omen II)
  - Dell Rheaume et Russel Hessey pour L'Invasion des profanateurs
  - Albert Whitlock pour The Wiz

### Meilleure musique
- John Williams pour Superman
  - Jerry Goldsmith pour Ces garçons qui venaient du Brésil
  - Dave Grusin pour Le ciel peut attendre
  - Jerry Goldsmith pour Magic
  - Paul Giovanni pour The Wicker Man

### Meilleur film d'animation
- La Folle Escapade

### Meilleurs décors
- John Barry pour Superman

### Meilleur maquillage
- William J. Tuttle et Rick Baker pour Furie
  - Lee Harman, Vincent Callaghan et Lynn Donahue pour Les Yeux de Laura Mars
  - Thomas R. Burman (en) et Edouard F. Henriques (en) pour L'Invasion des profanateurs
  - Joe McKinney et Thomas R. Burman (en) pour Le Faiseur d'épouvantes
  - Stan Winston pour The Wiz

### Meilleur attaché de presse
- Julian F. Myers

### Meilleur jeune acteur de télévision
- Eric Greene pour Space Academy

### Prix spéciaux

#### Golden Scroll of Merit
- Stanley Chase pour Le Cerveau d'acier

#### Special Award
- Margaret Hamilton

#### Life Career Award
- Christopher Lee